# James Shirley
James Shirley (født 18. september 1596 i London, død før 29. oktober 1666 sammesteds) var en engelsk dramatisk forfatter. 
Shirley studerede først i Oxford, derefter i Cambridge. Han havde i nogle år et præsteembede, men gik over til katolicismen og blev lærer ved Saint Albans' latinskole. To år senere, 1625, fik han sit første skuespil: Love Tricks, opført i London. Det gjorde lykke, og han opgav da sin stilling og rejste til London, hvor han blev en meget produktiv skuespilforfatter.
Shirley har i alt skrevet 33 skuespil, af hvilke de vigtigste er: The Maid's Revenge (1626), The Brothers (1626), The Witty Fair One (1628), The Wedding (1629), The Traitor (1631), hans betydeligste tragedie: Love's Cruelty (1631), The Changes, or Love in a Maze (1632), Hyde Park (1632), The Contention of Honour and Riches(1633), The Triumph of Peace, et Maskespil (1633), The Lady of Pleasure, hans betydeligste komedie (1635), The Constant Maid (1640), St. Patrick for Ireland (1640), The Cardinal (1642).
Efter teatrenes lukning, der fandt sted 1642, skrev han endnu nogle mindre betydelige skuespil, men gav sig for øvrigt igen til at være lærer. Shirley er den sidste af de store dramatiske digtere fra det 17. århundredes første halvdel, og hans skuespil genspejler livet i de højere Kredse, hvor han havde sin omgang. Han er ikke nogen stor ånd, men en dygtig karakterskildrer. Hans samlede værker er udgivet af Gifford og Dyce (6 bind, London 1833). Et udvalg udgav Edmund Gosse i The Mermaid Series (1888).